# Giuseppe Bonito

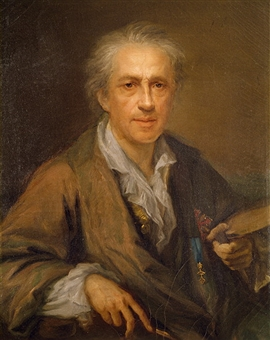
Selbstporträt, Uffizien

Giuseppe Bonito (* 1. November 1707 in Castellammare di Stabia; † 19. Mai 1789 in Neapel) war ein italienischer Maler zwischen Spätbarock und Klassizismus.

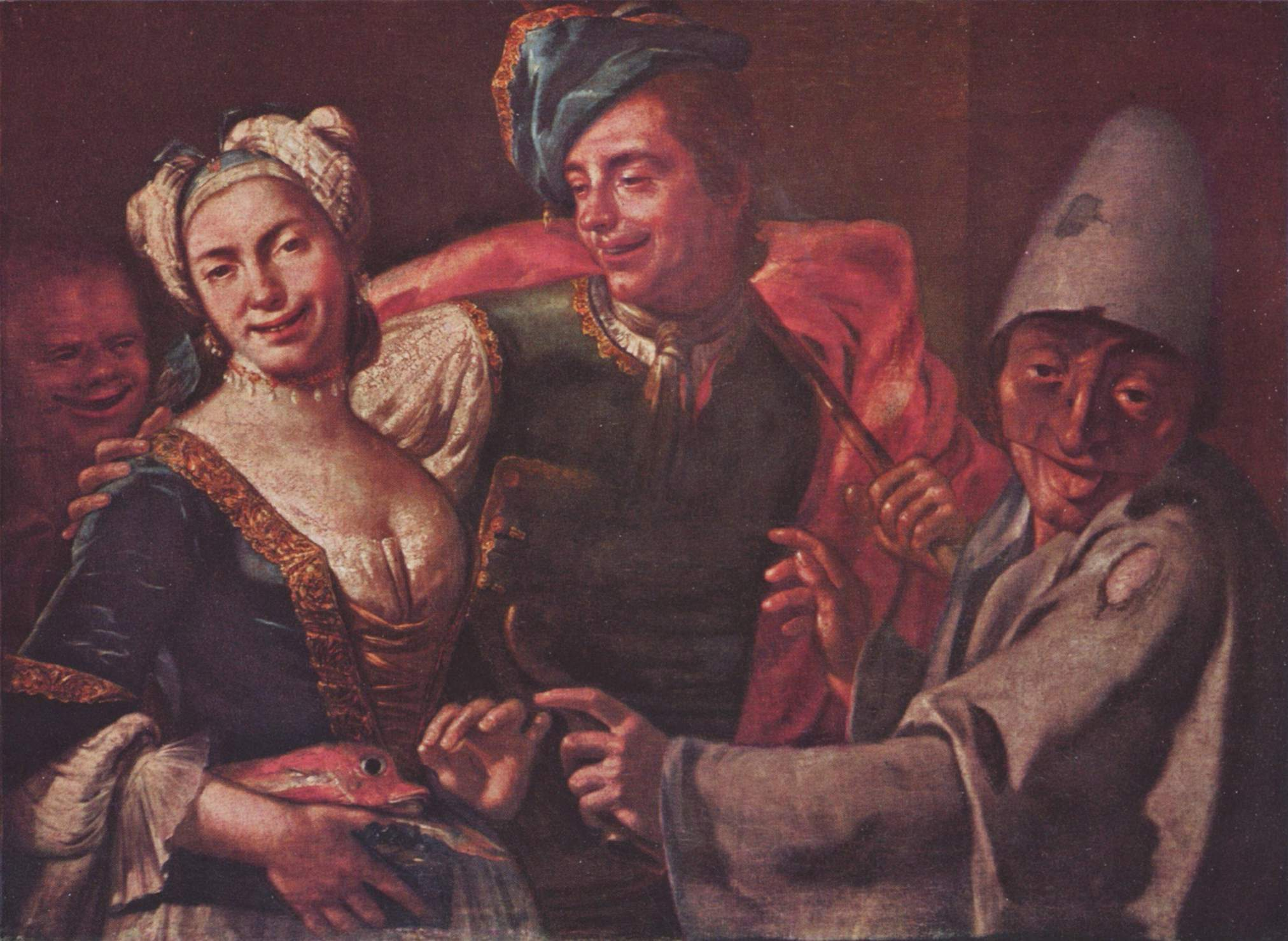
Giuseppe Bonito: Genreszene mit Maskierten (Neapel, Museo di Capodimonte)

## Leben
Bonito war Schüler von Francesco Solimena in Neapel, dessen Stil er sich in seinen früheren Arbeiten aneignete. Später verlieren sich die Schuleinflüsse, indem er über Verkürzungen und starke Ausleuchtung (Chiaroscuro) von Figuren und Architekturen seinen eigenen Malstil findet. Später legt er den Schwerpunkt seiner Arbeit auf die Bildnis- und Genremalerei.
1751 erfolgte seine Ernennung zum Hofmaler der Könige von Neapel, 1752 wurde er Mitglied der Accademia di San Luca in Rom und 1755 Leiter der neu gegründeten Accademia di Belle Arti in Neapel und Direktor der königlichen Gobelin-Werkstatt.
Bei größeren Aufträgen für Freskenmalerei arbeitete er mit Francesco De Mura zusammen. Seine oft etwas derben Genrebilder mit Straßenkindern und Figuren der Commedia dell’arte wurden oftmals mit denen von Gaspare Traversi verwechselt.
Einer seiner Schüler war Elia Interguglielmi.

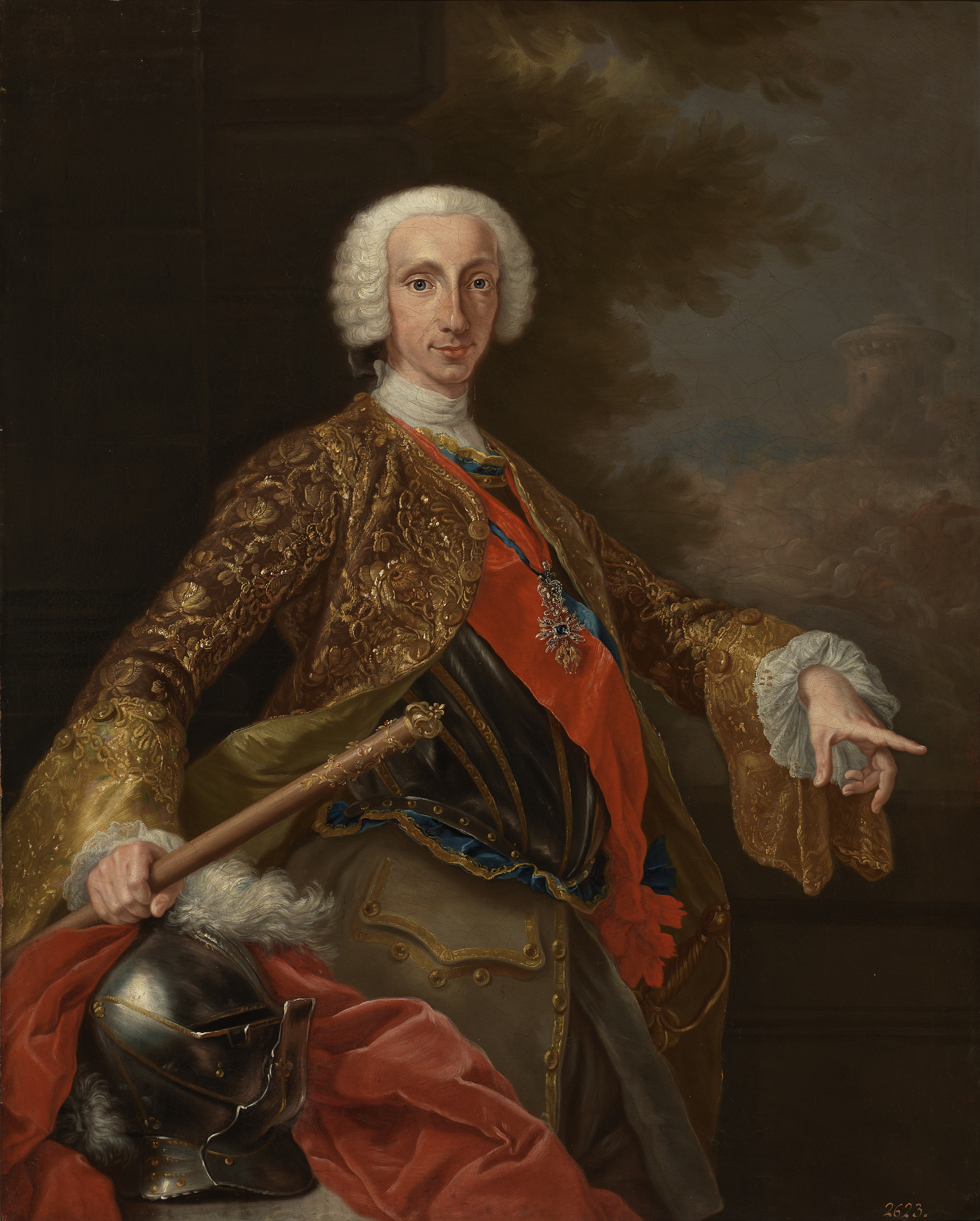
Giuseppe Bonito: König Karl VII. von Neapel

## Werke (Auswahl)
- Cappella del Monte di Pietà (Neapel): Deckengemälde „Caritas“ (1742)
- Chiesa di Santa Chiara (Neapel): Fresken (1742–1747) gemeinsam mit Francesco De Mura, Sebastiano Conca und Paolo De Maio (1703–1784)
- San Paolo Maggiore, Cappella di San Carlo (Neapel): Tafelbilder „S. Carlo“ und „S. Nepomuseno“
- Staatsgalerie Stuttgart: „Caritas verteilt Almosen“ (vor 1742)
- Schlosskapelle im Palast von Caserta: Altarbild „Unbefleckte Empfängnis“ (1788); Das Gemälde „Vermählung der Maria“ (1772) wurde im Zweiten Weltkrieg zerstört
- San Giovanni e Teresa (Neapel): mehrere Tafelbilder (gemeinsam mit Francesco De Mura)
- Kathedrale von Castellammare di Stabia: „Schlüsselübergabe an Petrus“
- Museo di Capodimonte (Neapel): mehrere Tafelbilder
- Kathedrale von Vico Equense: Altarbild
- „Das kranke Kind“ im Pinacoteca Corrado Giaquinto, Bari, Italien.